# Actus Tragicus
Actus Tragicus, đôi khi được gọi là Actus Comics hoặc đơn giản là Actus, là một nhóm gồm năm họa sĩ truyện tranh Israel được thành lập vào năm 1995 bởi Rutu Modan và Yirmi Pinkus. Các thành viên khác bao gồm Batia Kolton, Itzik Rennert và Mira Friedmann.
Actus Tragicus được thành lập để cho phép các thành viên của mình, tất cả các họa sĩ minh họa và nghệ sĩ truyện tranh chuyên nghiệp, tiếp cận khán giả bên ngoài Israel bằng cách xuất bản một cuốn sách mỗi năm, không gặp bất kỳ hạn chế nào về văn hóa hoặc trở ngại kinh tế. Sách của họ xuất hiện vào khoảng thời gian diễn ra Liên hoan Truyện tranh Quốc tế Angoulême ở Pháp, nơi họ lần đầu tiên được ra mắt công chúng. Nhóm đã giành được sự hoan nghênh quốc tế và được tạp chí thiết kế ID mô tả vào năm 2007 là một trong những nhóm thiết kế đương đại nổi bật nhất. Các họa sĩ truyện tranh quốc tế nổi tiếng như Anke Feuchtenberger và Henning Wagenbreth (Đức), Stéphane Blanquet (Pháp) và David Polonsky(Israel) đã tham gia vào các dự án Actus Tragicus. Actus Tragicus đã xuất bản chín cuốn sách và nhiều bộ truyện cho đến nay, cũng như một album truyện tranh đặc biệt, Dead Herring Comics, trong đó có một đoạn trích từ Art Spiegelman 's In the Shadow of No Towers.